# Dobrinți, Kărdjali
Dobrinți (în bulgară Добринци) este un sat în comuna Djebel, regiunea Kărdjali,  Bulgaria. 

## Demografie
Componența etnică a satului Dobrinți
     Turci (69,17%)
     Nicio identificare (30,82%)
     Altele (0%)
La recensământul din 2011, populația satului Dobrinți era de 133 locuitori. Din punct de vedere etnic, majoritatea locuitorilor (69,17%) erau turci. Pentru 30,82% din locuitori nu este cunoscută apartenența etnică.